# 富力足球
富力 (香港) 足球有限公司（ふりきそっきゅう-、英語: R&F (Hong Kong) Soccer Limited）は、香港プレミアリーグに参加していた香港のサッカークラブである。富力R&Fなどとも表記される。

## 歴史
富力R&Fは2016年夏に創設され、香港サッカー協会に登録された。中国サッカー超級リーグに所属する広州富力足球倶楽部のサテライトチームとして、ほとんどは広州富力の控え選手などから構成された。
2017年6月に富力R&Fは広州の燕子崗スタジアムにホームゲームを実施することを許可された。2018年シーズンからは香港出身選手を母体としたチームとなる。
2020年1月14日、リーグからの撤退が発表された。

## 歴代所属選手
- エメルソン
- 呉偉安
- アダマ・ギラ
- ヴァス・ヌニェス（Vas Núñez）
- 謝家強
- 林志堅

## クラブスポンサー
- メインスポンサー

広州富力地産
- ユニフォームスポンサー

富力公主湾（シンガポール）